# Firth (Idaho)
Firth – miasto w Stanach Zjednoczonych, w stanie Idaho, w hrabstwie Bingham.